# Épieds (Aisne)
Épieds település Franciaországban, Aisne megyében. Lakosainak száma 411 fő (2022. január 1.). Épieds Beuvardes, Bézu-Saint-Germain, Brécy, Chartèves, Coincy, Mont-Saint-Père és Verdilly községekkel határos.

## Népesség
A település népességének változása:
| Lakosok száma | 192  | 232  | 332  | 350  | 389  | 384  | 392  | 409  | 408  | 411  |
|               | 1968 | 1982 | 1990 | 2006 | 2013 | 2015 | 2017 | 2019 | 2020 | 2022 |